# Bradysia loricata
Bradysia loricata är en tvåvingeart som beskrevs av Werner Mohrig och Nina Krivosheina 1987. Bradysia loricata ingår i släktet Bradysia och familjen sorgmyggor. Inga underarter finns listade i Catalogue of Life.